# کیم گوتیه‌رس
کیم گوتیه‌رس (کاتالونیایی: Quim Gutiérrez؛ زادهٔ ۲۷ مارس ۱۹۸۱) بازیگر اهل اسپانیا است. وی از سال ۱۹۹۴ میلادی تاکنون مشغول فعالیت بوده‌است.
از فیلم‌ها یا مجموعه‌های تلویزیونی که وی در آن‌ها نقش داشته‌است، می‌توان به گشت‌وگذار در جنگل اشاره نمود.

## فیلم‌شناسی
فهرست برخی از فیلم‌هایی که کیم گوتیه‌رس در آن‌ها به ایفای نقش پرداخته‌است:
- آبی تیره تقریباً سیاه - ۲۰۰۶
- خون ماه مه - ۲۰۰۸
- چهره پنهان - ۲۰۱۱
- پسرعموها - ۲۰۱۱
- چه کسی بامبی را کشت؟ - ۲۰۱۳
- خانواده بزرگ اسپانیایی - ۲۰۱۳
- سه عروسی دیگر - ۲۰۱۳
- آخرین روزها - ۲۰۱۳
- چشم‌های زرد تمساح‌ها - ۲۰۱۴
- زمان جاسوسی - ۲۰۱۵
- سانحه - ۲۰۱۷
- ابراکادابرا - ۲۰۱۷
- دوستت دارم، احمق - ۲۰۲۰
- گشت‌وگذار در جنگل - ۲۰۲۱
- داستان‌های ناگفتنی - ۲۰۲۲